# Croton heteroneurus
Espèce
Croton heteroneurus est une espèce de plantes à fleurs du genre Croton et de la famille des Euphorbiaceae présente en Uruguay.
Il a pour synonyme :
- Oxydectes heteroneura (Müll.Arg.) Kuntze